# Чема Гарсия Ибарра
Чема Гарсия Ибарра (исп. Chema García Ibarra; 1980, Эльче, Испания) — испанский режиссёр.

## Биография
Закончив изучать рекламу и PR в Университете Аликанте, он стал снимать видеоклипы и короткометражки.
Его первый фильм «Атака роботов с Небула-5» стал одним из самых успешных в 2009 году с более чем 110 наградами и 350 фестивальными показами, включая Двухнедельник режиссёров, Сандэнс, Чикаго, Анн-Арбор и Винтертюр. После попадания в лонг-лист Оскара и Гойи, он получил премию «Золотой Мельес» за лучший фантастический короткометражный европейский фильм.
В 2010 году он написал и снял «Проточастицы», получивший специальное упоминание жюри в Сандэнсе. Фильм попал в список лучших картин года по версии французского Cahiers du cinéma.
Его короткометражка «Тайна», чей сценарий выиграл приз на Хихонском кинофестивале, была впервые показана на Берлинале, где стала номинантом Европейской киноакадемии.
В 2016 году его фильм «Диско сияет» взял первый приз на фестивале в Алькала-де-Энарес.
«Золотая легенда» (снятая вместе в Йоном де Сосой) попала в конкурс Берлинале в 2019 году.
Ретроспективы его работ проводились в Атланте, Мехико, Бресте и Глазго.
Он преподаёт анти-кинематографию в ECAM, рассказывая студентам о синтезе кино и реальности, нарративных границах и радикальном использовании звука, музыки и монтажа.

## Фильмография
- Золотая легенда / Leyenda dorada (2019)
- Диско сияет / La disco resplandece (2016)
- Uranes (2014)
- Тайна / Misterio (2013)
- Проточастицы / Protopartículas (2009)
- Атака роботов с Небула-5 / El ataque de los robots de nebulosa-5 (2008)